# Matutuíne (distrito)
O distrito de Matutuíne é uma das subdivisões da província moçambicana de Maputo, aliás, o seu distrito mais meridional, que faz fronteira a sul com a província de KwaZulu-Natal da África do Sul, a oeste com o Essuatíni, a noroeste com o distrito da Namaacha e a norte com o distrito de Boane e cidade de Maputo.
A sede deste distrito é a vila da Bela Vista.

## Geografia
De acordo com o Censo de 2007, o distrito tem uma população de 37 239 habitantes e uma área de 5 387 km², daqui resultando uma densidade populacional de 6,9 habitantes/km². Isto representa um aumento de apenas 5,9% em relação aos 35 161 habitantes registados no Censo de 1997.
O distrito é atravessado pelos rios Maputo e Tembe, que desaguam na Baía de Maputo; esta baía faz assim também um dos limites norte deste distrito. É entre o rio Maputo e o Oceano Índico, que faz o limite leste deste distrito, que se localiza a Reserva de Elefantes de Maputo, uma importante área de conservação, especialmente de elefantes, mas não só, uma vez que esta região tem um elevado grau de biodiversidade.

## Economia
O turismo é um sector muito importante da economia do distrito. Para além da Reserva de Elefantes de Maputo, vários empreendimentos turísticos foram construídos na longa costa do distrito. O centro turístico mais importante é Ponta d'Ouro, situado no extremo sudeste do distrito junto à fronteira com a África do Sul.

## Divisão Administrativa
O distrito está dividido em cinco postos administrativos, Catembe, Catuane, Machangulo, Missevene e Zitundo, compostos pelas seguintes localidades:
- Posto Administrativo de Catembe:
  - Mungazine
  - Nsime
- Posto Administrativo de Catuane:
  - Catuane
  - Manhangane
- Posto Administrativo de Machangulo: 
  - Ndelane
  - Nhonguane (Santa Maria)
- Posto Administrativo de Missevene:
  - Bela Vista
  - Madjuva
  - Salamanga
  - Tinonganine
- Posto Administrativo de Zitundo:
  - Manhoca
  - Ponta d'Ouro
  - Zitundo

A localidade de Ponta d'Ouro foi criada em 2017.